# (29433) 1997 HC3
1997 إتش سي 3 (ويعرف أيضًا باسم (29433) 1997 إتش سي 3 وفق تسمية الكوكب الصغير) (بالإنجليزية: 1997 HC3)‏ هو كويكب ضمن حزام الكويكبات؛ وترتيبه 29433 من حيث الاكتشاف.
اكتُشف هذا الجُرم الفلكي بواسطة سبيس واتش في 30 أبريل 1997.

## وصلات خارجية
- (29433) 1997 HC3 في قاعدة بيانات مختبر الدفع النفاث لأجرام النظام الشمسي الصغيرة

- الاكتشاف · مخطط المدار ·  العناصر المدارية · المعلمات المادية

- (29433) 1997 HC3 على موقع ويكي سكاي: DSS2, SDSS, GALEX, IRAS, Hydrogen α, X-Ray, Astrophoto, Sky Map, Articles and images